# Cyklon mokry
Cyklon mokry (odpylacz mokry) – urządzenie do usuwania pyłów ze strumieni gazów, należące do grupy urządzeń zwanych "cyklonami", w których cząstki stałe są separowane dzięki działaniu siły odśrodkowej. W cyklonach mokrych czynnikiem wspomagającym separację są siły zwilżalności cząstek pyłu przez wodę, wprowadzaną na ścianki korpusu cyklonu lub rozpylaną wewnątrz urządzenia.

## Konstrukcja i warunki pracy cyklonów mokrych
W klasycznych suchych cyklonach część cząstek pyłu, tracących energię kinetyczną na ściankach korpusu urządzenia, nie opada do zsypu pod działaniem sił grawitacji, lecz jest ponownie porywana przez gaz. Dotyczy to przede wszystkim cząstek o najmniejszych średnicach. W czasie prób zwiększenia skuteczności odpylania przez zraszanie wodą ścianek cyklonów o konstrukcji klasycznej nie osiągnięto zadowalających rezultatów. Stwierdzono celowość zmian konstrukcji urządzeń. W różnych rodzajach cyklonów mokrych woda jest wprowadzana przez dysze umieszczone:
- w przewodzie doprowadzającym gaz i skierowane zgodnie z kierunkiem wlotu
- na wewnętrznym obwodzie aparatu i skierowane zgodnie z kierunkiem wirowania gazu, tak aby woda zmywała ze ścianek zatrzymywany na nich pył
- w osi korpusu i rozpylające wodę w kierunku ścianek; wirowy ruch oczyszczanego gazu (zachodzący dzięki stycznemu wprowadzaniu strumienia do cylindrycznego korpusu), nadaje ten sam kierunek ruchu kropelkom wody; drobne cząstki pyłu są zatrzymywane na kroplach, po czym siła odśrodkowa kieruje je na ścianki urządzenia

Stwierdzono, że najbardziej wskazane jest stosowanie prędkości liniowych gazu w króćcu wlotowym nie przekraczających 20 m/s i średniej prędkości w poprzecznym przekroju cyklonu nie większej niż 5,5 m/s. Przy większych prędkościach zwiększa się siła odśrodkowa, lecz równocześnie zwiększają się opory przepływu i intensywność parowania. Grubość warstwy spływającej cieczy zwykle wynosi ok. 0,3 mm. Największą skuteczność odpylania osiąga się, gdy średnica kropelek wynosi ok. 100 μm. Sposób umieszczenia dysz jest uzależniany m.in. od wielkości usuwanych cząstek pyłu i ich stężenia w gazie. W przypadkach, gdy cząstki stałe mają powierzchnię hydrofobową (np. sadza) do wody są dodawane środki powierzchniowo czynne. Napięcie powierzchniowe wody musi być zmniejszone do poziomu 30÷40·10-3 N/m.

## Zastosowanie mechanicznego wspomagania separacji
Urządzeniami odpylającymi o podobnej zasadzie działania są aparaty, w których stosuje się elementy napędzane mechanicznie, np.
- wirujące urządzenia rozpryskujące wodę wewnątrz korpusu cyklonu
- wentylatory, wyposażone w dysze rozpylające wodę, która wychwytuje pyły i jest odseparowywana na zasadzie odwirowywania

Porównanie obu rozwiązań przedstawiono w tabeli.
| Charakterystyka odpylania wspomaganego mechanicznie | Charakterystyka odpylania wspomaganego mechanicznie | Charakterystyka odpylania wspomaganego mechanicznie | Charakterystyka odpylania wspomaganego mechanicznie | Charakterystyka odpylania wspomaganego mechanicznie | Charakterystyka odpylania wspomaganego mechanicznie             |
| --------------------------------------------------- | --------------------------------------------------- | --------------------------------------------------- | --------------------------------------------------- | --------------------------------------------------- | --------------------------------------------------------------- |
| Zanieczyszczenie                                    | Spadek ciśnienia (Δp)                               | Stosunek ilości cieczy do gazu                      | Ciśnienie cieczy (wlot, pL)                         | Średnica cząstek                                    | Zastosowania                                                    |
| Pył                                                 | 10–20 cm słupa wody                                 | 0,07–0,2 l/m3 (wirówka)                             | 20–60 psig (wirówka)                                | 1 μm                                                | górnictwo przemysł spożywczy przemysł chemiczny odlewnie i huty |
| Pył                                                 | 10–20 cm słupa wody                                 | 0,5–0,7 l/m3 (wirnik–zraszacz)                      | 20–60 psig (wirówka)                                | 1 μm                                                | górnictwo przemysł spożywczy przemysł chemiczny odlewnie i huty |